# Mefistófeles

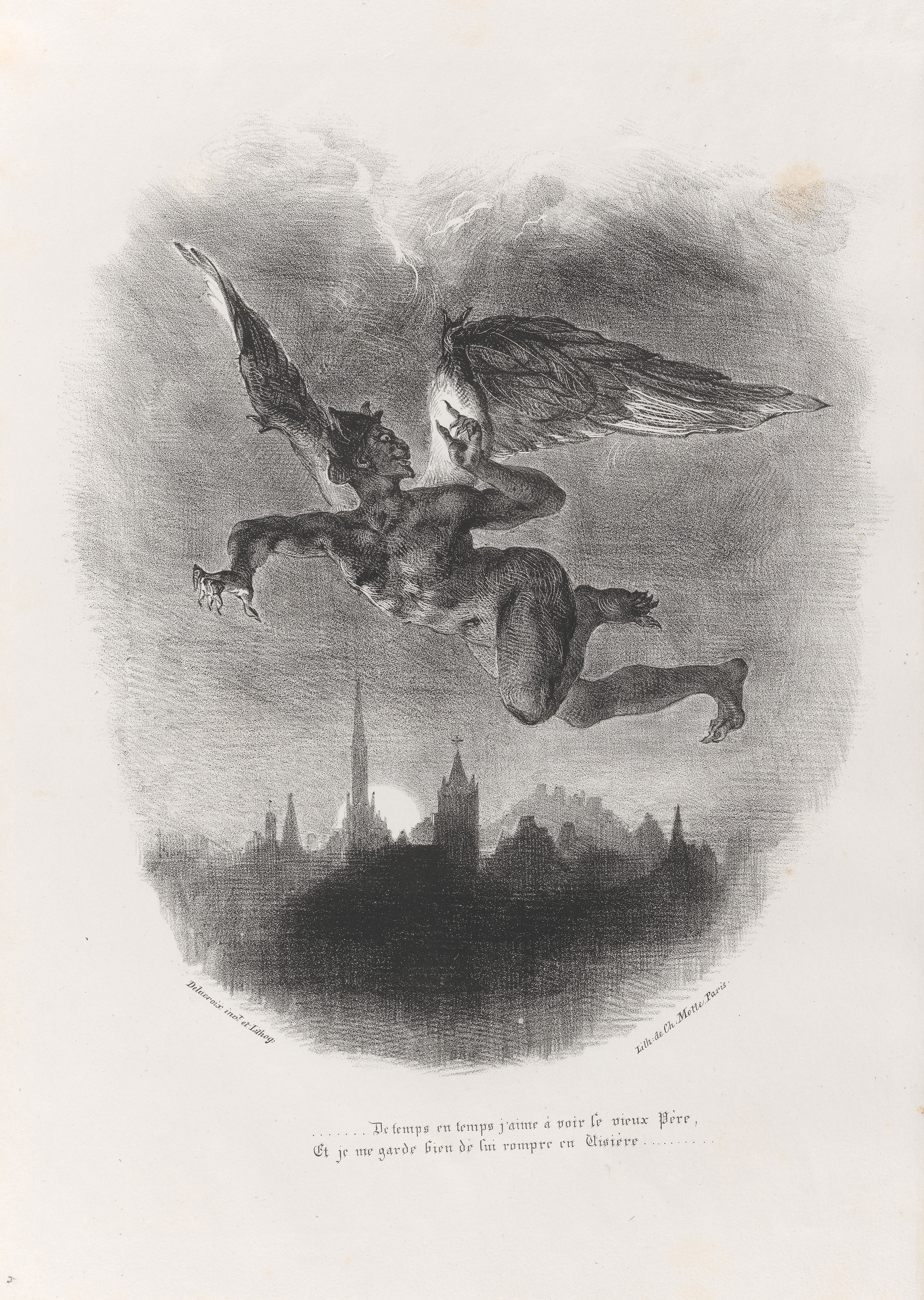
Mephistopheles voando sobre Wittenberg, na litografia de Eugène Delacroix.

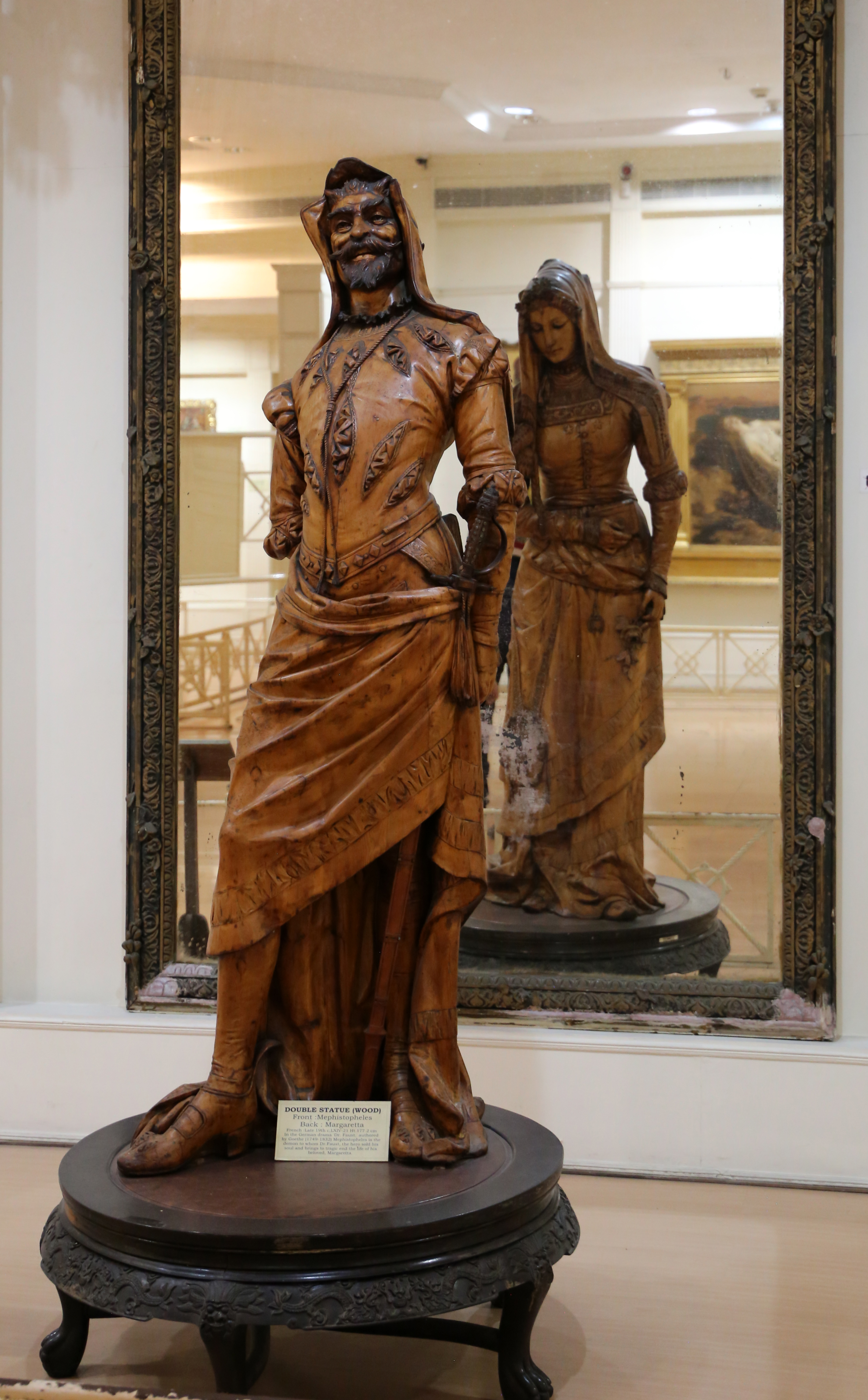
Mephistopheles & Margaretta no Museu Salar Jung.

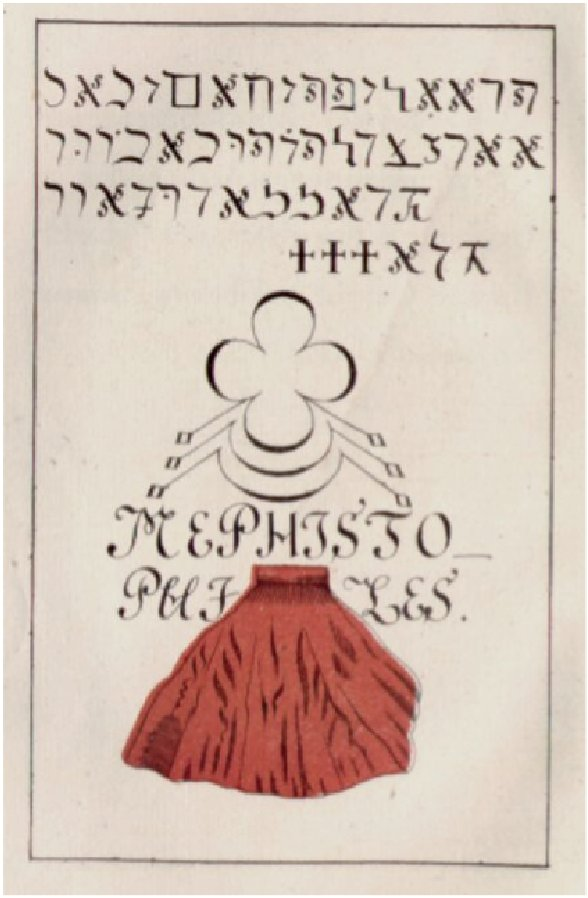
MEPHISTO_PHILES in the 1527 Praxis Magia Faustiana, atribuido a Fausto.

Mefistófeles é uma personagem da Idade Média, conhecida como uma das encarnações do mal, aliado de Lúcifer e Lucius na captura de almas inocentes através da sedução e encanto através de roubos de corpos humanos atraentes. Mas é um dos demônios mais cruéis e em muitas culturas também se toma como sinónimo do próprio Diabo.
Durante o Renascimento, era conhecido pelo nome de Mefostófiles, forma da qual deriva uma das suas possíveis etimologias, segundo a qual o nome procede da combinação da partícula negativa grega μὴ, φῶς (luz) com φιλής (o que ama), ou seja, "o que não ama a luz". No entanto, o significado da palavra não foi estabelecido por completo. Butler menciona que o nome sugere diferentes conjecturas nos idiomas grego, persa e hebreu. Entre os nomes sugeridos estão Mefotofiles (inimigo da luz), Mefaustofiles (inimigo de Fausto) ou Mefiz-Tofel (destrutor-mentiroso).

## Na literatura
Mefistófeles é um personagem-chave em todas as versões de Fausto, sendo a mais popular destas a do escritor alemão Johann Wolfgang von Goethe. Mefistófeles aparece ao Dr. Fausto, um velho cientista, cansado da vida e frustrado por não possuir os conhecimentos tão vastos como gostaria de ter. Em troca de alcançar o grau máximo da sabedoria, ser rejuvenescido e obter o amor de uma bela donzela, Fausto decide entregar  a sua alma a Mefistófeles.

## No cinema
Mephisto é uma adaptação cinematográfica de 1981 do romance homônimo de Klaus Mann, dirigida por István Szabó, que adapta a história de  Mefistófeles e Fausto ao contexto da Alemanha nazista.
No filme Ghost Rider (Motoqueiro Fantasma), Mefistófeles aparece como o demônio que compra a alma de Johnny Blaze (personagem interpretado por Nicolas Cage) em troca da cura do câncer de seu pai. O personagem é uma mistura da versão literária do conto de Fausto com Mephisto personagem da Marvel Comics.

## Nos videogames
Mephisto é um dos demônios a vencer no jogo Diablo II e na sua expansão Diablo II: Lord of Destruction. Neste jogo é conhecido como "Senhor do ódio" que, junto com os seus dois irmãos (Baal, "Senhor da destruição" e Diablo, "Senhor do terror") formam os chamados Males Supremos.
Também se encontra na segunda expansão de Neverwinter Nights: Hordes of the Underdark, como chefe final, sob o nome de Mefistófeles.
No jogo de tabuleiro Talisman, Mefistófeles é uma Carta Aventura, que converte personagens de alinhamento bom e neutro em alinhamento Mau.
No jogo Demon's Souls é um personagem não jogável.
No jogo de celular "Fate Grand Order" é um dos 'servos' da classe 'Caster'.
É um demónio recorrente na franquia Shin Megami Tensei.